# Poul "Rassi" Rasmussen
Poul Aage "Rassi" Rasmussen (født 13. december 1925 i Maribo, død 30. oktober 2000 i Marielyst) var en dansk fodboldspiller.
Rasmussen var den første spiller, der kom på landsholdet uden først at have spillet i en divisionsklub. I 1949 debuterede han mod Finland. Han spillede da i Maribo Boldklub, men skiftede 1951 til Skovshoved IF.
“Rassi” blev i 1952 professionel i den italienske Serie A-klub Atalanta Bergamo. Her han fik stor succes — blandt andet blev han topscorer i Serie A. Pokalen for denne bedrift skænkede han til Maribo Boldklub, og den står nu i klubhusets pokalskab.
Han scorede 53 mål på 106 kampe i løbet af sine fire år i Italien, men efter en alvorlig knæskade vendte han tilbage til dansk fodbold, hvor han efter de obligatoriske to års karantæne spillede i B 1901.